# Sur la grand-route
Sur la grand-route est une pièce courte d'Anton Tchekhov écrite en 1884.

## Argument
La pièce se déroule de nuit, dans une taverne tenue par l'aubergiste Tikhone. Bortsov, un propriétaire foncier ruiné et alcoolique, supplie le tavernier de lui donner un dernier verre. Devant son refus, il s'humilie en suppliant tour à tour chacun des clients présents, mais tous refusent avec dédain. Alors, résigné, il offre en gage au patron un médaillon orné d'un portrait de femme, unique bien de valeur qu'il possède encore, en échange d'un verre. Entre Kouzma, voyageur et ancien serf du père de Bortsov, qui, ému de le trouver là, révèle à l'assemblée le passé du barine déchu : Borstov a sombré dans l'alcool après avoir été successivement rendu fou par sa femme, celle du médaillon, qui l'a abandonné le jour des noces, juste après la messe, pour s'installer avec son amant; puis escroqué par son beau-frère pour qui il s'était porté garant. Touchés, tous payent un verre au pauvre homme. C'est alors qu'arrive un cocher, qui demande de l'aide pour réparer sa voiture dont un ressort s'est rompu. Maria Iégorovna, sa maîtresse, entre dans l'auberge pour s'abriter au chaud le temps de l'opération. Elle s'assoit sur un banc près de Bortsov, qui se réveille et la reconnaît : c'est elle, la femme qui l'a abandonné. Tous comprennent car ils ont vu son visage sur le médaillon. Paniquée, Maria Iégorovna veut partir, mais Mérik, un vagabond, tente violemment de la retenir et la supplie d'avoir de la compassion pour Bortsov. Alors qu'elle refuse, il brandit sa hache pour l'assassiner, mais un vieillard s'interpose entre eux tandis que le cocher le repousse et emporte Maria Iégorovna au dehors.

## Histoire
Une lettre à Nikolaï Leïkine, rédacteur d'un journal auquel collaborait Tchékhov, permet de situer l'écriture de la pièce en octobre 1884. Comme pour toutes ses autres pièces en un acte (mis à part L'Ours et La Demande en mariage), Tchékhov a écrit Sur la grand-route à partir d'une de ses nouvelles : ici il s'agit d'En automne, récit publié en 1883 dans un journal.
Interdite par la censure, qui dénonçait le fait qu'un noble y soit montré dans la déchéance, la pièce ne sera pas jouée du vivant de son auteur. C'est en 1911 que sa sœur, Maria Tchekhova, qui gardait un souvenir flou de cet épisode, demanda une copie du texte au bureau de la censure, Tchekhov n'ayant pas lui même conservé d'exemplaire. La pièce ne sera publiée qu'en 1914.

## Mises en scène notables
- 1984 : An der Grossen Strasse, mise en scène de Klaus Michael Grüber, scénographie de Gilles Aillaud, Schaubühne am Lehniner Platz, réalisé dans la salle de répétition du théâtre, Probebühne, Cuvrystrasse, Berlin-Kreuzberg, et Festival d'automne à Paris[3]
- 2006 : Sur la  grand-route, mise en scène de Bruno Boëglin, Ateliers Berthier (Théâtre de l'Odéon), Paris et TNP Villeurbanne
- 2007 : Sur la grand-route, mise en scène de Guillaume Gallienne, Studio-Théâtre de la Comédie Française, Paris[4]
- 2021 : Sur la grand-route, adaptation libre mise en scène par Thibaud Croisy, Théâtre du Pélican, Clermont-Ferrand[5]